# 张旭晨
张旭晨（1969年1月—），男性，汉族，中共党员，甘肃通渭人，中华人民共和国政治人物。曾任中国共青团甘肃省委书记、中共陇南市委副书记、白银市长等职务，甘肃省林业和草原局局长。

## 生平
生于甘肃省通渭县马营镇赤沙呗村，早年就读于陕西师范大学心理学系，主修教育心理学专业，并取得心理学硕士学位，1994年7月进入兰州大学任教，曾任该校德育教研部副主任、校学生处副处长、兰州大学团委书记、中共兰州大学党委办公室主任等职务，并取得副教授职称。2007年3月调离兰州大学，转任中国共青团甘肃省委副书记，2010年升任共青团甘肃省委书记。
2013年，外放出任中共陇南市委副书记，2015年6月，出任中共白银市委副书记、市长，调离白银市，2021年8月，出任甘肃省林业和草原局党组书记，并于翌年1月正式担任甘肃省林业和草原局局长，同时兼任甘肃省绿化委员会办公室主任、大熊猫祁连山国家公园甘肃管理局局长等职务。